# Søren Wærenskjold
Søren Wærenskjold (Mandal, 12 marzo 2000) è un ciclista su strada norvegese che corre per l'Uno-X Mobility. Professionista dal 2021, nello stesso anno ha vinto due tappe al Tour de l'Avenir e l'argento europeo a cronometro Under-23; nel 2022 è stato invece campione del mondo a cronometro Under-23 e bronzo in linea di categoria.

## Palmarès

### Strada
- 2017 (Juniores)

Classifica generale Internationale Niedersachsen-Rundfahrt der Junioren
3ª tappa Grand Prix Rüebliland (Wohlen > Wohlen)
- 2018 (Juniores)

2ª tappa, 1ª semitappa Trophée Centre Morbihan (Réguiny > Naizin, cronometro)
3ª tappa, 1ª semitappa Saarland Trofeo (Homburg > Homburg)
Classifica generale Saarland Trofeo
Campionati norvegesi, Prova a cronometro Junior
- 2020 (Joker Fuel of Norway, tre vittorie)

1ª tappa International Tour of Rhodes (Rodi > Rodi)
3ª tappa International Tour of Rhodes (Rodi > Rodi)
Classifica generale International Tour of Rhodes
- 2021 (Uno-X Pro Cycling Team, tre vittorie)

Prologo Course de la Paix Grand Prix Jeseníky (Jeseník > Jeseník, cronometro)
Prologo Tour de l'Avenir (Charleville-Mézières > Charleville-Mézières, cronometro)
1ª tappa Tour de l'Avenir (Charleville-Mézières > Soissons)
- 2022 (Uno-X Pro Cycling Team, tre vittorie)

Campionati norvegesi, Prova in linea Under-23
1ª tappa Tour de l'Avenir (La Roche-sur-Yon > La Roche-sur-Yon)
Campionati del mondo, Prova a cronometro Under-23
- 2023 (Uno-X Pro Cycling Team, sei vittorie)

3ª tappa Saudi Tour (Al Manshiyah Train Station > Abu Rakah)
3ª tappa Giro del Belgio (Beveren > Beveren, cronometro)
Campionati norvegesi, Prova a cronometro
1ª tappa Giro di Danimarca (Aalborg > Aalborg)
1ª tappa Tour du Poitou-Charentes (Confolens > Matha)
Classifica generale Tour du Poitou-Charentes
- 2024 (Uno-X Mobility, sei vittorie)

2ª tappa AlUla Tour (AlUla Winter Park > Sharaan Nature Reserve)
1ª tappa Giro del Belgio (Beringen > Beringen, cronometro)
Classifica generale Giro del Belgio
Campionati norvegesi, Prova a cronometro
3ª tappa Tour du Poitou-Charentes (Ménigoute > Fontaine-le-Comte, cronometro)
Classifica generale Tour du Poitou-Charentes
- 2025 (Uno-X Mobility, quattro vittorie)

2ª tappa Étoile de Bessèges (Domessargues > Marguerittes)
Omloop Het Nieuwsblad
2ª tappa Giro di Danimarca (Rødovre > Gladsaxe)
Prologo Giro di Germania (Essen > Essen, cronometro)

#### Altri successi
- 2017 (Juniores)

Classifica giovani Trofeo Karlsberg
Classifica a punti Internationale Niedersachsen-Rundfahrt der Junioren
Classifica giovani Internationale Niedersachsen-Rundfahrt der Junioren
- 2020 (Joker Fuel of Norway)

Classifica giovani International Tour of Rhodes
- 2023 (Uno-X Pro Cycling Team)

Classifica giovani Tour du Poitou-Charentes
- 2024 (Uno-X Mobility)

Classifica giovani Tour du Poitou-Charentes

### Cross
- 2016-2017

Campionati norvegesi, Juniores
- 2017-2018

Campionati norvegesi, Juniores
- 2019-2020

Campionati norvegesi, Elite

## Piazzamenti

### Grandi Giri
- Tour de France

2023: 140º
2024: 133º
2025: ritirato (10ª tappa)

### Classiche monumento
- Milano-Sanremo

2024: 133º
- Giro delle Fiandre

2022: ritirato
2024: ritirato
- Parigi-Roubaix

2022: ritirato
2023: 22º
2024: 9º
2025: 42º

### Competizioni mondiali
- Campionati del mondo su strada

Bergen 2017 - Cronometro Junior: 18º
Bergen 2017 - In linea Junior: 75º
Innsbruck 2018 - Cronometro Junior: 5º
Innsbruck 2018 - In linea Junior: ritirato
Fiandre 2021 - Cronometro Under-23: 4º
Fiandre 2021 - In linea Under-23: ritirato
Wollongong 2022 - Cronometro Under-23: vincitore
Wollongong 2022 - In linea Under-23: 3º
Glasgow 2023 - Cronometro Elite: 13º
Zurigo 2024 - Cronometro Elite: 16º
- Campionati del mondo di ciclocross

Valkenburg 2018 - Juniores: 49º
- Giochi olimpici

Parigi 2024 - Cronometro: ritirato
Parigi 2024 - In linea: 63º

### Competizioni continentali
- Campionati europei su strada

Herning 2017 - Cronometro Junior: 5º
Herning 2017 - In linea Junior: 2º
Zlín 2018 - Cronometro Junior: 34º
Zlín 2018 - In linea Junior: 19º
Alkmaar 2019 - In linea Under-23: 15º
Plouay 2020 - In linea Under-23: 11º
Trento 2021 - Cronometro Under-23: 2º
Drenthe 2023 - In linea Elite:  non partito 
Limburgo 2024 - Cronometro Elite: 9º
Limburgo 2024 - In linea Elite: 16º
- Campionati europei di ciclocross

Pontchâteau 2016 - Juniores: 36º